# Yunis Abdelhamid
Yunis Abdelhamid (Montpellier, Francia, 28 de septiembre de 1987) es un futbolista marroquí que juega como defensa en el FAR Rabat de la Liga de Fútbol de Marruecos. Ha sido internacional con la selección de fútbol de Marruecos.

## Trayectoria
El 15 de mayo de 2016, habiendo finalizado su contrato con el Valenciennes, se unió al Dijon con un contrato de tres años, aunque solo permaneció una temporada en el club.
En 2017 fichó por el Stade de Reims, donde ganó la Ligue 2 2017-18, logrando ascender a la Ligue 1 para la temporada 2018-19. También fue nombrado capitán del club.
Después de siete temporadas en el Stade de Reims, y tras disputar 254 partidos y haber anotado 17 goles con la camiseta del club, dejó el club como agente libre para fichar por el Saint-Étienne con un contrato de un año y otro adicional opcional.
Hizo su debut oficial con el Saint-Étienne en la Ligue 1, el 17 de agosto de 2024, en la derrota 0-1 contra el AS Monaco.

## Selección nacional
Abdelhamid es internacional con la selección de fútbol de Marruecos, con la que debutó en un partido de Clasificación para la Copa Africana de Naciones de 2017 frente a la selección de fútbol de Santo Tomé y Príncipe. Antes de este encuentro fue convocado para un amistoso frente a la selección de fútbol de Albania en 2016, sin llegar a debutar.

## Clubes
| Club                | País      | Año       |
| ------------------- | --------- | --------- |
| A. S. Lattoise      | Francia   | 2010-2011 |
| A. C. Arles-Avignon | Francia   | 2011-2014 |
| Valenciennes F. C.  | Francia   | 2014-2016 |
| Dijon F. C. O.      | Francia   | 2016-2017 |
| Stade de Reims      | Francia   | 2017-2024 |
| A. S. Saint-Étienne | Francia   | 2024-2025 |
| FAR Rabat           | Marruecos | 2025-     |

## Palmarés

### Títulos nacionales
| Título  | Club           | País    | Año  |
| ------- | -------------- | ------- | ---- |
| Ligue 2 | Stade de Reims | Francia | 2018 |